# 龙河街道 (平顶山市)
龙河街道，是中华人民共和国河南省平顶山市石龙区下辖的一个乡镇级行政单位。

## 行政区划
龙河街道下辖以下地区：
捞饭店社区村、大庄社区村和刘庄社区村。